# عبد الكريم الكورائي
عبد الكريم الكُورائي (1305هـ – 1363هـ) هو العلامة الشيخ عبد الكريم بن سائين ركهيو الكُورائي، (بضم الكاف لا بفتحها)، لأنه درّس 16 سنة في قرية «كُور سليمان».

## ولادته ونشأته
ولد في قرية «باكاره بوتو» قرب مدينة «رتيديره» مديرية «لاركانه» السند سنة 1305هـ، وقرأ القرآن الكريم على خاله آخوند عبد الوهاب، ثم ذهب إلى قرية قريبة مسماة بـ «آباد بهتو» وقرأ القرآن والكتب الفارسية على الشيخ محمد صالح القريشي الذي كان عالما كبيراً ورجلاً صالحاً، وتعلّم منه الخط والإنشاء أيضاً. ثم ارتحل إلى مدينة «بنكل ديره» وقرأ كتب الصرف على الشيخ عبد الله البنكل ديروي وكتب النحو إلى هداية النحو ومختصر القدوري على الشيخ مير محمد النورنكي، مكث في هذه المدرسة عشرة أشهر وكان ذكيّاً مجتهداً، يفهم الكتب فهماً جيداً. ثم ذهب إلى قرية سومراني (قرب شكار بور، السند) والتحق بمدرسة «كنز العلوم» ودرس هناك على الشيخ عبد القادر بن قدوة العلماء عبد الله وعبد الستار الرستمي وعبد الستار كان من مشاهير المدرّسين خاصة في علم النحو.
قرأ العلامة الكورائي على الشيخ عبد القادر من الكتب المتداولة، فدرس الفقه، والنحو، والصرف، والمنطق وغير ذلك من العلوم. أقام في هذه المدرسة أربع سنوات تقريباً، وقرأ كثيراً من الكتب، منها: كافية ابن الحاجب، وكنز الدقائق، وشرح الجامي على كافية، وشرح التهذيب، ونور الأنوار، وأصول الشاشي، والحسامي، وتفسير الجلالين، ومختصر المعاني وغيرها.
بذل الشيخ قصارى جهده في التعلّم حتى فاق جميع الطلاب، وكان من عادة العلماء القدماء أنهم كانوا يأمرون تلاميذ الصفوف العليا أن يدرّسوا طلاب الفصول الوسطى والابتدائية؛ فوفقاً لهذه الطريقة كان الشيخ الكورائي أيضا كان يدرّس زمان تعلّمه، فمن التلاميذ الذين قرأوا عليه في ذلك الوقت: المولوي عبد الواحد الجكائي، وعبد الحكيم السدايوي، ورحيم بخش وغيرهم.
سافر الشيخ بعده إلى «ملتان» (بنجاب باكستان) ودرس علم الفرائض على عبد الحليم ونصير الدين اللذَين كانا ماهرين في هذا العلم، وسكن هناك مدة سبعة أشهر، وقد تضلع بعلم الفرائض وبرع فيه. بعد إكمال علم الفرائض، رحل إلى مدينة «ديرا غازي خان» وقرأ «كتاب عبد الغفور» على العلامة فضل الحق الذي كان ماهراً في علم النحو وأقام عنده سنة كاملة وتعلّم منه كثيراً، ثم رجع إلى السند، ورحل إلى قرية قريبة من مدينة «بنو عاقل» (السند) وأكمل كتب المنهج النظامي على الشيخ قمر العلماء قمر الدين أندهر الذي كان من فحول العلماء، وماهراً في المعقولات.
اجتهد الشيخ الكورائي وجدّ هناك، وبذل قصارى جهوده في طلب العلوم حتى صار ماهراً في العلوم وبارعاً في الفنون، وانتشر صيته في البلاد، وشدّ إليه الرحال، فلما رأى شيخه هذا الحال وكّله بتعليم الطلاب الجُدد، فدرّس حال تعلّمه وأدّى حق التدريس. فمن الطلاب الذين درسوا عليه أوان تعلّمه على الشيخ قمر الدين:
- غلام حيدر شاه البنهواري.
- محمد عثمان.
- محمد إسماعيل.
- عبد الغفور مهر.
- وحكيم قائم الدين الجيكب آبادي، وأخوه عبد الكريم، وغيرهم.

## تدريسه

تفسير البيضاوي المسمى (أنوار التنزيل وأسرار التأويل)، تأليف: القاضي ناصر الدين البيضاوي، مع تعليقات الشيخ عبد الكريم الكورائي.

تخرّج الشيخ الكرورائي وأكمل العلوم على قمر الدين أندهر في شهر ذي الحجة سنة 1329هـ. وبعدما تخرّج على يد قمر العلماء الشيخ قمر الدين سنة 1329هـ عُيّن مدرّساً في مدرسة بمدينة محراب فور بمنطقة «جهت بت» بلوشستان وأدّى حق التدريس. كان يعلّم في هذه المدرسة من الصباح إلى العشاء، ويسهر الليالي لأجل المطالعة وينام قليلاً من الليل.
اشتهر الشيخ بالتدريس والفتوى، وناظر العلامة نبي بخش (والي رياسة قلات) والشيخ عطاء محمد الوساوي في بعض المسائل فغلبهما الشيخ وهزمهما.
أقام الشيخ في هذه المدرسة أربع سنوات ونصف سنة، حتى أمره شيخه قمر الدين في شهر رجب سنة 1334هـ بأن يدرس في مدينة «كهوتكي» السند. مكث الشيخ في هذه المدرسة من شهر رجب 1334هـ إلى ربيع الأول سنة 1335هـ ثم مرض ورجع إلى وطنه، ثم عُيّن مدرساً في المدرسة الأولى بمدينة «محراب فور» بلوشستان.
سافر الشيخ في شهر شوال سنة 1338هـ للحج وزيارة مدينة الرسول ﷺ، فلقي في هذا السفر علماء الحرمين الشريفين (وكان في ذلك الوقت حكومة الشريف حسين) فاستجاز الشيخ العلماءَ والشيوخ، واستفاد منهم ثم رجع إلى وطنه في شهر محرم سنة 1339هـ وواصل التدريس في مدينة محراب فور بلوشستان. ثارت آنئذٍ بعض الحركات منها: حركة الخلافة، وحركة مقاطعة الإنجليز والاتحاد بين المسلمين والهندوس. ثم درّس في مدرسة دار الفيض بقرية «كُور سليمان» (السند) 16 سنة تقريباً. وفي سنة 1358هـ تعين مدرّساً في قرية «ميربور بُته» (قرب مدينة لاركانه، السند).

## تلاميذه
من أشهر تلامذته: العلامة غلام مصطفى القاسمي، ومحمد إبراهيم الكاررائي، وشاهر محمد هكرو وغيرهم.

## مؤلفاته
اشتهر الشيخ بحواشيه على تفسير البيضاوي والتي مازالت متداولة في شبه القارة الهندية، والجامعات والمدارس التابعة للمنهج النظامي في أنحاء العالم، وأيضاً كَتَبَ رسالة تسمّى بـ «القول العسجدي في ردّ اعتراضات المسجدي».

## وفاته
توفّي العلامة الكورائي سنة 1363هـ.